# 贝内文托圣巴尔多禄茂宗徒圣殿

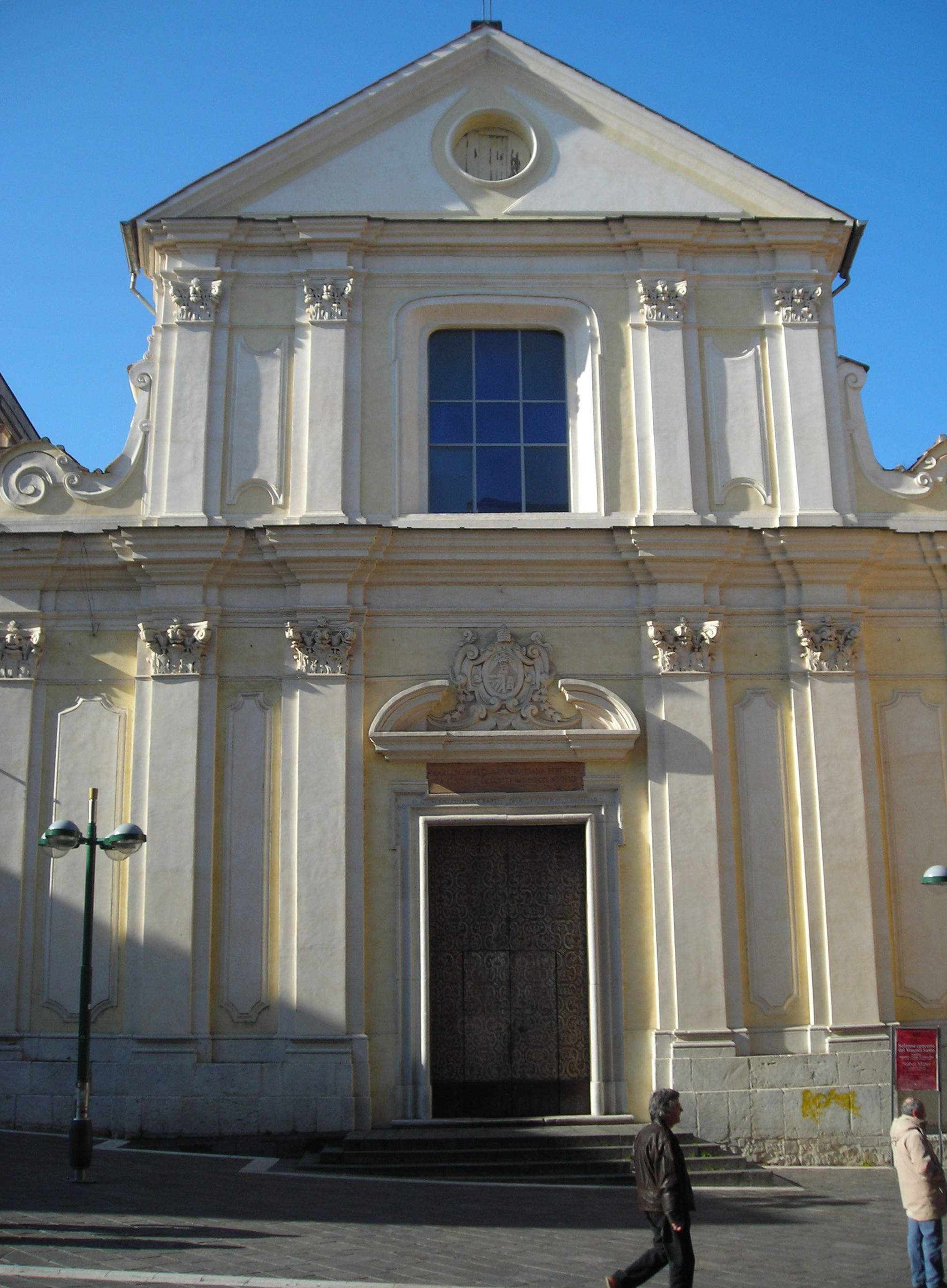

圣巴尔多禄茂宗徒圣殿（Basilica di San Bartolomeo apostolo）是一座罗马天主教宗座圣殿，位于意大利坎帕尼亚大区贝内文托的费德里科·托雷广场，临加里波第街（corso Garibaldi）。建于1726-1729年，巴洛克建筑，建筑师Filippo Raguzzini。